# Osłuchiwanie serca

Schemat przedniej ściany klatki piersiowej z zaznaczonymi rzutami zastawek.
Kolory:
- zielony - zastawka dwudzielna;
- czerwony - zastawka trójdzielna;
- niebieski - zastawka aorty;
- żółty - zastawka pnia płucnego;
- jasnoniebieski - punkt Erba.

Osłuchiwanie serca – stanowi część badania przedmiotowego pacjenta z użyciem stetoskopu. Badaniem tym stwierdza się obecność fizjologicznych zjawisk osłuchowych (pierwszy i drugi ton serca, szmery przygodne), a także nieprawidłowych (szmery wewnątrzsercowe, szmery pozasercowe, inne).
Badanie to wymaga dobrego słuchu i zdolności rozróżniania wysokości dźwięków. Lekarze z osłabionym słuchem mogą używać stetoskopu ze wzmacniaczem dźwięku. Do osłuchiwania serca używa się stetoskopu z lejkiem (lepiej słyszalne dźwięki o niskiej częstotliwości) i membraną (lepiej słyszalne dźwięki o wysokiej częstotliwości).

## Miejsca osłuchiwania zastawek serca
1. Zastawka dwudzielna - na koniuszku serca w V lewej przestrzeni międzyżebrowej, nieco do przyśrodka od linii środkowo-obojczykowej.
2. Zastawka trójdzielna - nieco na prawo w dolnej części mostka, w okolicy IV przestrzeni międzyżebrowej.
3. Zastawka aortalna - przy mostku w II prawej przestrzeni międzyżebrowej.
4. Zastawka pnia płucnego - przy mostku w II lewej przestrzeni międzyżebrowej

## Tony serca
Tony serca to efekty akustyczne towarzyszące pracy serca, które fizjologicznie powstają w wyniku drgania zastawek wywołanego przez uderzenie w nie krwi podczas skurczu i rozkurczu serca. Wyróżnia się cztery tony serca, z których dwa są fizjologiczne (I i II) i występują u wszystkich ludzi, a dwa pozostałe, tzw. tony dodatkowe (III i IV) mogą występować w stanach patologicznych lub u osób zdrowych, szczególnie u dzieci.
- ton pierwszy, skurczowy (systoliczny; S1) jest wynikiem gwałtownego zamknięcia się zastawek oddzielających przedsionki serca od komór (zastawek przedsionkowo-komorowych). Ton skurczowy jest najlepiej słyszalny w piątej przestrzeni międzyżebrowej po obu stronach mostka. Zawiera dwie składowe, z zastawki mitralnej (M1) i trójdzielnej (T1), ale w warunkach fizjologicznych rozdwojenie S1 jest nieuchwytne.
- ton drugi, rozkurczowy (diastoliczny) jest wynikiem zamknięcia zastawek oddzielających komory i tętnice (zastawek półksiężycowatych aorty i tętnicy płucnej). Ton rozkurczowy jest najlepiej słyszalny w drugiej przestrzeni międzyżebrowej po obu stronach mostka. Zawiera składową aortalną (A2) i płucną (P2). Fizjologicznie głośniejsza składowa A2 nieznacznie poprzedza P2.
- ton trzeci (S3) powstaje podczas wypełniania się i rozszerzania komór serca podczas rozkurczu, jest najlepiej słyszalny na koniuszku serca. Występuje jako ton fizjologiczny u dzieci lub (częściej) w przypadku powiększenia prawej lub lewej komory. U dorosłych może wskazywać na niewydolność lewej komory serca
- ton czwarty (S4) powstaje podczas skurczu przedsionków. U dorosłych może być objawem m.in. zaawansowanego nadciśnienia tętniczego, zwężenia zastawki aortalnej, czy choroby wieńcowej.

Tony serca badane są za pomocą stetoskopu, w celu stwierdzenia prawidłowej pracy serca.

## Szmery
Szmery występujące podczas osłuchiwania serca są dźwiękami patologicznymi, które powstają podczas turbulentnego przepływu krwi przez serce lub są szmerami tarcia, np. tarcie osierdziowe podczas zapalenia osierdzia. Mogą one być skurczowe, rozkurczowe lub ciągłe. Wysłuchiwane szmery wymagają poszerzenia diagnostyki o badanie rentgenowskie klatki piersiowej i badanie echokardiograficzne, aby potwierdzić rozpoznanie i ustalić ciężkość schorzenia.

### Szmery pozasercowe
Szmery pozasercowe powstają poza jamami serca. Należą tu:
- szmer tarcia osierdziowego
- szmer tarcia osierdziowo-płucnego
- tony i szmery naczyniowe